# 主壬
主壬（？—？），子姓，名主壬。報丁之子。報丁死后，主壬繼位。他是主癸的父亲，商汤的祖父。

## 妻
妣庚，甲骨文作“示壬妻妣庚”，主癸之母